# Flockfibbla
Flockfibbla (Hieracium umbellatum) är en gul korgblommig växt.  
Dess klocklika holk har mångrandiga, olika långa ("tegellagda") fjäll och den mörkbruna eller svartbruna frukten har oskaftad hårpensel av gulaktiga spröda, fint knottriga hår. Korgarna sitter på ungefär jämn höjd i kvasten, i en så kallad flock. Detta anges av såväl det svenska namnet som det latinska artepitetet.  Flockfibblan har inte en bladrosett utan i stället (i likhet med de andra arterna i släktet hökfibblor) en mångbladig stjälk. 
Arten är i Norden vanlig på torra ängar, åkerrenar, steniga backar och liknande platser. Den finns också i hela Europa samt norra Asien och Nordamerika. Stjälken varierar i höjd från 1 decimeter till 1 meter, beroende på växtplatsens egenskaper och småväxta exemplar får ibland endast en blomkorg. 

## Externa länkar

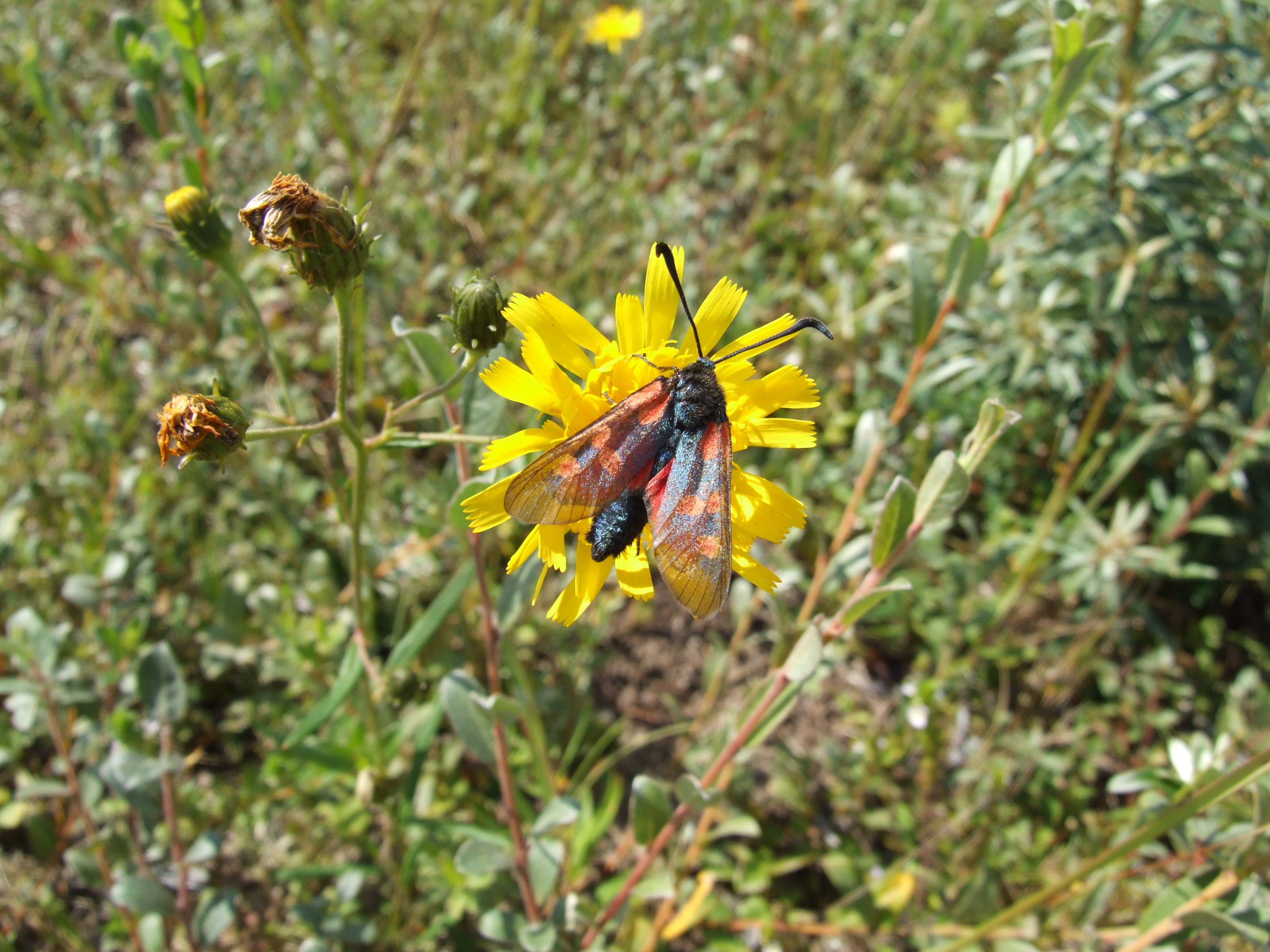
Hieracium umbellatum